# Saint-Mathurin-sur-Loire
Saint-Mathurin-sur-Loire korábbi község Franciaország Loire mente régiójában, Maine-et-Loire megyében. 2016. január 1-jén hat másik korábbi községgel egyesült és Loire-Authion új község része lett.
Lakosainak száma 2475 fő (2018. január 1.).

## Népesség
A település népessége az elmúlt években az alábbi módon változott:
| Lakosok száma | 1779 | 1758 | 1705 | 1995 | 2228 | 2359 | 2439 | 16 416 | 2476 | 2475 |
|               | 1962 | 1968 | 1975 | 1990 | 1999 | 2008 | 2013 | 2016   | 2017 | 2018 |